# Молодёжная сборная Казахстана по хоккею с мячом
Молодёжная сборная Казахстана по хоккею с мячом — представляет Казахстан на международных соревнованиях по хоккею с мячом среди игроков не старше 23 лет.
Впервые была образована в 2011 году на базе хоккейного клуба «Акжайык» (Уральск), выступавшего в высшей лиге Первенства России.
Дебютным турниром для сборной стал молодёжный чемпионат мира 2011 года в Обухово, где представители Казахстана заняли четвёртое место. Нариман Такиров был признан лучшим вратарём чемпионата, а лучшим бомбардиром команды стал Сергей Башаев с 6 мячами.